# Hans Korte (attore)
Hans Korte (Bochum, 8 aprile 1929 – Monaco di Baviera, 25 settembre 2016) è stato un attore e doppiatore tedesco.
Attore che fu attivo principalmente in campo televisivo e teatrale, tra cinema e - soprattutto - televisione -  partecipò a circa 120 differenti produzioni, a partire dall'inizio degli anni sessanta, recitando in una sessantina di film per la televisione.
In qualità di doppiatore, prestò la propria voce ad attori quali Richard Attenborough, Ernest Borgnine, Vittorio Caprioli, Tino Carraro, Boris Karloff, Philippe Noiret, Michel Piccoli, Donald Pleasence, Fernando Rey, ecc.
Fu sposato con le attrici Barbara Rath e Karin Eickelbaum.

## Filmografia parziale

### Cinema
- La ragazza senza storia (1966)
- Pompiere E. A. Winterstein - cortometraggio (1968)
- Betragen ungenügend! (1972)
- Mensch, ärgere dich nicht (1972)
- Aus einem deutschen Leben (1976)
- Das Spinnennetz (1989)

### Televisione
- Nachruf auf Jürgen Trahnke - film TV (1962)
- Der arme Mann Luther - film TV (1965)
- Der Mann, der sich Abel nannte - film TV (1966)
- Frank V. - Die Oper einer Privatbank - film TV (1967)
- Die fünfte Kolonne - serie TV, 1 episodio (1967)
- Palace-Hotel - film TV (1969)
- Besuch gegen zehn - film TV (1970)
- Dem Täter auf der Spur - serie TV, 2 episodi (1970-1973) - ruoli vari
- Der Selbstmörder - film TV (1971)
- Der Kommissar - serie TV, 1 episodio (1971)
- Der Prozeß gegen die neun von Catonsville - film TV (1972)
- Der Seitensprung des Genossen Barkassow - film TV (1972)
- Wir 13 sind 17 - serie TV, 1 episodio (1972)
- Squadra speciale K1 - serie TV, 1 episodio (1973)
- Gestern gelesen - serie TV, 1 episodio (1975)
- L'ispettore Derrick - serie TV, ep. 03x04, regia di Alfred Vohrer - Edward Malenke
- Pariser Geschichten - serie TV (1976)
- Express - serie TV, 1 episodio (1976)
- Ein Klotz am Bein - film TV (1976)
- Liebesbriefe auf blauem Papier - film TV (1977)
- L'ispettore Derrick - serie TV, ep. 05x11, regia di Alfred Vohrer - Sig. Kwien
- Die längste Sekunde - film TV (1980)
- Krimistunde - serie TV (1982)
- L'ispettore Derrick - serie TV, ep. 11x11, regia di Alfred Vohrer - Prof. Balthaus
- Tod eines Schaustellers - film TV (1984)
- Titanic - film TV (1984)
- Es muß nicht immer Mord sein - serie TV, 1 episodio (1985)
- L'ispettore Derrick - serie TV, ep. 12x11, regia di Theodor Grädler - Robert Linder
- Alles was Recht ist - serie TV, 1 episodio (1986)
- Ein Heim für Tiere - serie TV, 1 episodio (1986)
- Kir Royal - miniserie TV (1986)
- Der Vater eines Mörders - film TV (1987)
- SOKO 5113 - serie TV, 2 episodi (1987) - Ernst Klatter
- Nebel im Fjord - film TV (1987)
- Lorentz e figli - serie TV (1988) - Guy Lorentz
- Tatort - serie TV, 1 episodio (1988)
- Al di qua del paradiso - serie TV, 10 episodi (1989-1990) - Vescovo Johannes Neubauer
- Haus am See - serie TV (1992)
- Der große Bellheim - miniserie TV (1993)
- Lutz & Hardy - serie TV, 17 episodi (1994) - Robert Lutz
- Wir sind auch nur ein Volk - serie TV (1994) - Eugen Meister
- Schlosshotel Orth - serie TV, 1 episodio (1995)
- Katrin ist die Beste - serie TV, 11 episodi (1997) - Friedrich
- First Love - Die große Liebe - serie TV (1997)
- Der König von St. Pauli - miniserie TV (1998)
- Rosamunde Pilcher - Rückkehr ins Paradies - film TV (1998)
- Brennendes Schweigen - film TV (2000)
- Samt und Seide - serie TV, 56 episodi (2002-2005) - August Meyerbeer
- München 7 - serie TV, 1 episodio (2004)
- Der Elefant: Mord verjährt nie - serie TV, 1 episodio (2006)
- Arme Millionäre - serie TV, 1 episodio (2006)

## Premi & riconoscimenti
- 1988: Scarpa Chaplin come miglior attore al Festival del Cinema di Monaco per Der Vater eines Mörders[6]